# Gertrud de Lalsky

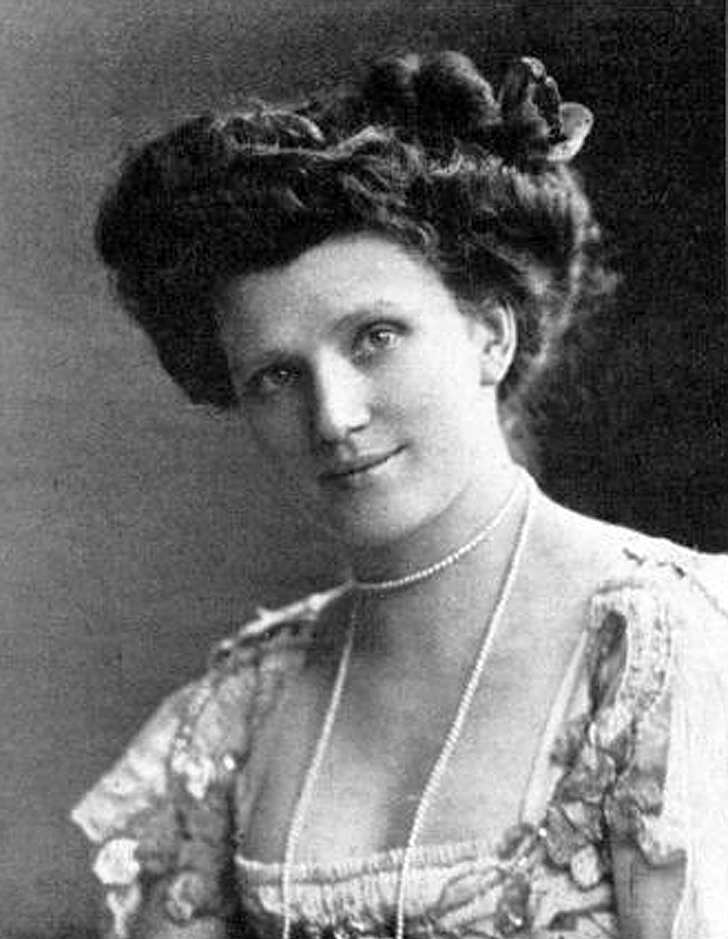
Gertrud de Lalsky

Gertrud de Lalsky (Gdańsk, 27 de janeiro de 1878 – Berlim, 16 de setembro de 1958) foi uma atriz alemã da era do cinema mudo.

## Filmografia selecionada
- Catherine the Great (1920)
- Hypnosis (1920)
- The Humble Man and the Chanteuse (1925)
- I Lost My Heart in Heidelberg (1926)
- Chance the Idol (1927)
- My Heidelberg, I Can Not Forget You (1927)
- Crucified Girl (1929)
- The Love Waltz (1930)
- Kaiserliebchen (1931)
- Mädchen in Uniform (1931)
- The English Marriage (1934)
- The Higher Command (1935)
- Dinner Is Served (1936)
- The Great and the Little Love (1938)
- Heimat (1938)
- The Blue Fox (1938)
- Target in the Clouds (1939)
- Madame Butterfly (1939)
- Carl Peters (1941)
- Die beiden Schwestern (1943)
- Anna Alt (1945)